# Liste der Biografien/Jeg
Liste der Biografien |
Portal Biografien |
Personensuche
# |
A |
B |
C |
D |
E |
F |
G |
H |
I |
J |
K |
L |
M |
N |
O |
P |
Q |
R |
S |
T |
U |
V |
W |
X |
Y |
Z |
?
 
Ja |
Jb |
Jd |
Je |
Jh |
Ji |
Jj |
Jl |
Jn |
Jm |
Jo |
Jp |
Jr |
Js |
Jt |
Ju |
Jv |
Jw |
Jy
 
Jea |
Jeb |
Jec |
Jed |
Jee |
Jef |
Jeg |
Jeh |
Jei |
Jej |
Jek |
Jel |
Jem |
Jen |
Jeo |
Jep |
Jeq |
Jer |
Jes |
Jet |
Jeu |
Jev |
Jew |
Jex |
Jey |
Jez
Die Liste der Biografien führt alle Personen auf, die in der deutschsprachigen Wikipedia einen Artikel haben. Dieses ist eine Teilliste mit 86 Einträgen von Personen, deren Namen mit den Buchstaben „Jeg“ beginnt.

## Jeg

### Jega
- Jega, Künstler für elektronische Musik
- Jégado, Hélène (1803–1852), französische Hausangestellte und SerienmörderinHélène Jégado (1803–1852)

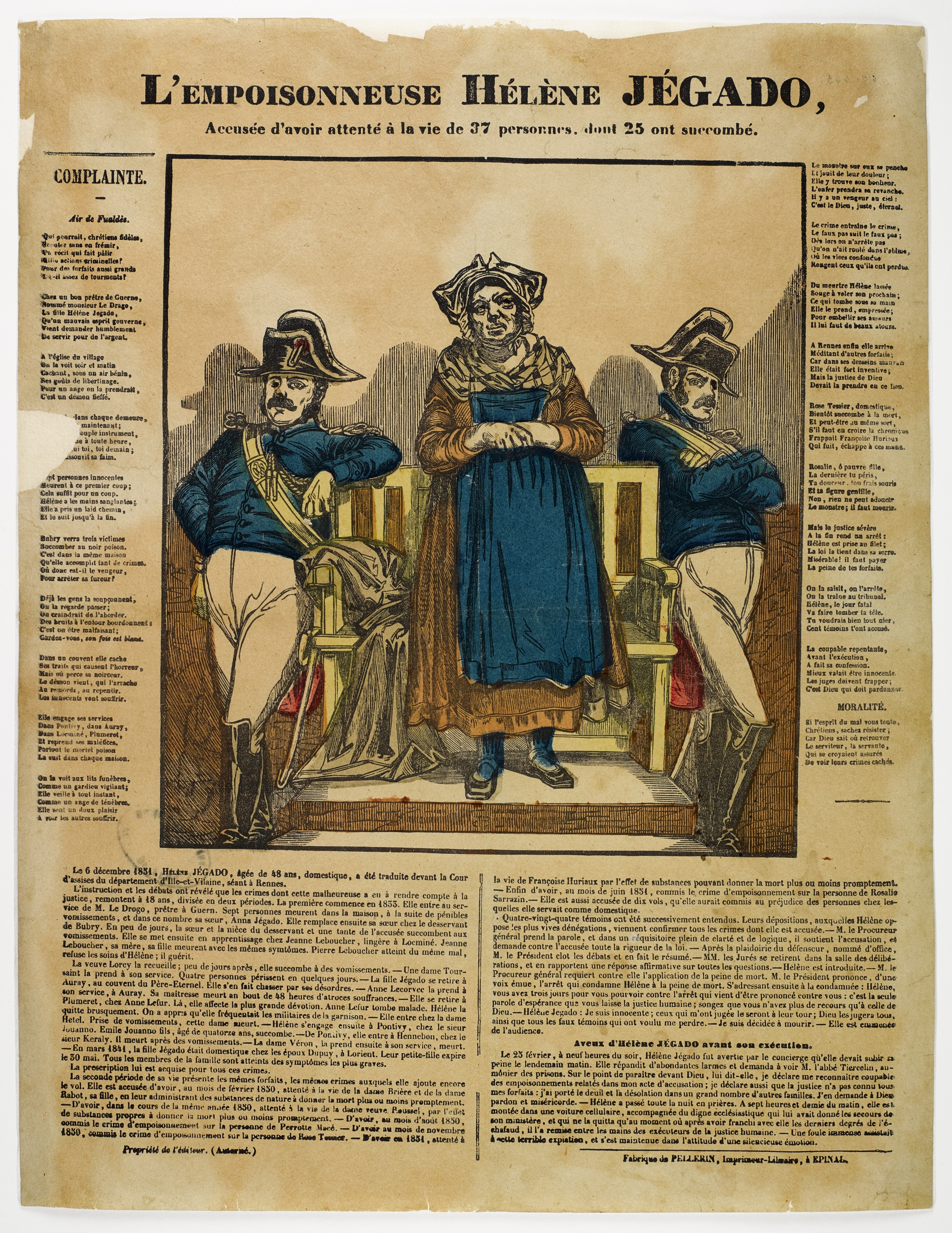
Hélène Jégado (1803–1852)

- Jegal, Sung-yeol (* 1970), südkoreanischer Eisschnellläufer
- Jegat, Jordan (* 1999), französischer Radrennfahrer

### Jegd
- Jegdalek, Mohammad, afghanischer Politiker
- Jegdić, Aleksandra (* 1994), serbische Volleyballspielerin

### Jege
- Jegede, J. J. (* 1985), britischer Weitspringer
- Jegel, Wilhelm (1826–1890), deutscher Steinbruchbesitzer und Politiker, MdR, Bürgermeister
- Jegelka, Stefanie (* 1981), deutsche Informatikerin und Hochschullehrerin
- Jeger, Ben (* 1953), Schweizer Jazz- und Improvisationsmusiker (Piano, Akkordeon) und Filmkomponist
- Jeger, Eustachius († 1729), Ratskonsulent und Verfasser der Schwäbisch Gmünder Rechtsbücher
- Jeger, Franz Josef (1909–1997), Schweizer Politiker (CVP)
- Jeger, Lena, Baroness Jeger (1915–2007), britische Journalistin und Politikerin (Labour Party), Mitglied des House of Commons
- Jeger, Oskar (1917–2002), österreichischer Chemiker und Hochschullehrer
- Jéger, Zsombor (* 1991), ungarischer Synchronsprecher, Theaterschauspieler- und Filmschauspieler und Musicaldarsteller
- Jegerew, Wiktor Sergejewitsch (1923–2016), sowjetisch-russischer Architekt
- Jegerlehner, Hans (1906–1974), Schweizer Grafiker, Zeichner und Maler
- Jegerlehner, Johannes (1871–1937), Schweizer Schriftsteller
- Jēgers, Sergejs (* 1979), lettischer Countertenor
- Jeges, Oliver (* 1982), österreichisch-deutscher Journalist und Buchautor

### Jegg
- Jegg, Alois (1852–1935), deutscher Nationalsozialist, Teilnehmer am Hitlerputsch
- Jegge, Eddy (1933–2012), Schweizer Jazzmusiker und Musikredaktor
- Jegge, Jürg (* 1943), Schweizer Pädagoge und Autor
- Jeggle, Elisabeth (* 1947), deutsche Politikerin (CDU), MdEP
- Jeggle, Utz (1941–2009), deutscher Volkskundler
- Jeggle-Merz, Birgit (* 1960), deutsche römisch-katholische Theologin und Liturgiewissenschaftlerin
- Jeggo, James (* 1992), australisch-englischer Fußballspieler

### Jegh
- Jegher, Timmo, deutscher Glocken- und Grapengießer
- Jeghers, Harold (1904–1990), US-amerikanischer Internist
- Jeghiajan, Simon (* 1972), armenischer Eishockeyspieler
- Jeghiasarjan, Grigor (1908–1988), sowjetischer Komponist und Musikpädagoge armenischer Herkunft
- Jeghijan, Narine (* 1981), armenische Opernsängerin (Sopran)
- Jeghojan, Artur (* 1990), armenischer Skilangläufer

### Jegi
- Jegiasarjan, Aschot Geworkowitsch (* 1965), russischer Politiker (LDPR)
- Jegiołka, Justyna (* 1991), polnische Tennisspielerin

### Jegl
- Jeglertz, Andrée (* 1972), schwedischer Fußballspieler und -trainer
- Jeglič, Anton Bonaventura (1850–1937), römisch-katholischer Bischof von Ljubljana (1898–1930)
- Jeglič, Žiga (* 1988), slowenischer Eishockeyspieler
- Jeglinskas, Giedrimas (* 1979), litauischer Politiker, Vizeminister
- Jeglitsch, Franz (1934–2016), österreichischer Werkstoffwissenschafter, Hochschullehrer und Politiker (ÖVP)
- Jeglitza, Jürgen (1942–1975), deutscher Fußballspieler

### Jego
- Jégo, Yves (* 1961), französischer Politiker der Union des démocrates et indépendants (UDI)
- Jegor, Piotr (1968–2020), polnischer Fußballspieler
- Jegorjan, Jana Karapetowna (* 1993), russische Säbelfechterin
- Jegorov, Evžen (1937–1992), tschechischer Schauspieler und Jazzmusiker
- Jegorow, Alexander Iljitsch (1883–1939), Marschall der Roten Armee und Opfer der großen SäuberungAlexander Iljitsch Jegorow (1883–1939)

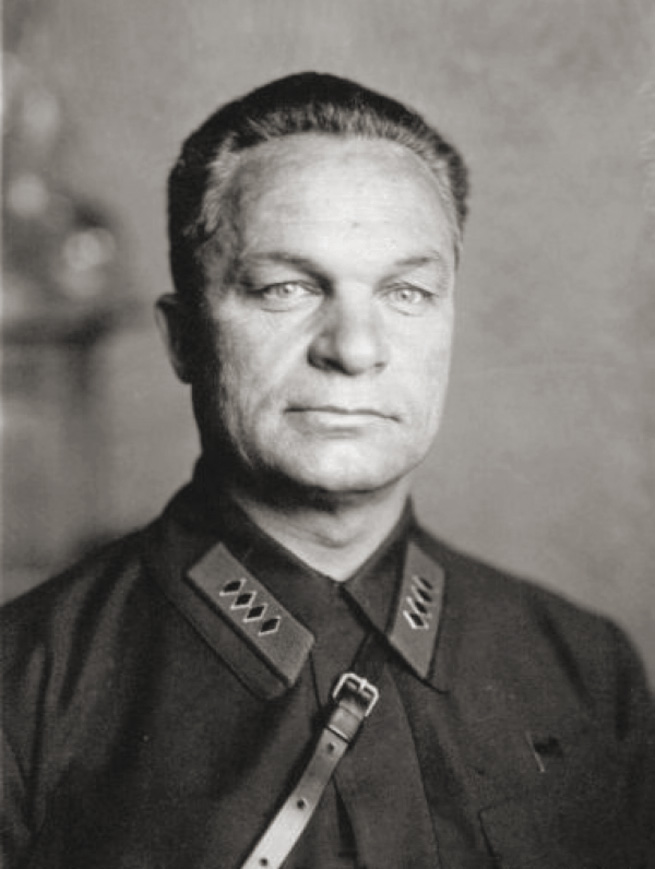
Alexander Iljitsch Jegorow (1883–1939)

- Jegorow, Alexander Sergejewitsch (* 1985), russischer Naturbahnrodler
- Jegorow, Alexei Jurjewitsch (1975–2002), russischer Eishockeyspieler
- Jegorow, Alexei Jurjewitsch (* 1991), russischer Boxer
- Jegorow, Alexei Konstantinowitsch (* 1976), russischer Eishockeytorwart
- Jegorow, Anatoli Grigorjewitsch (1920–1997), russischer Philosoph
- Jegorow, Anatoli Iwanowitsch (* 1933), sowjetischer Geher
- Jegorow, Boris Borissowitsch (1937–1994), sowjetischer Kosmonaut, Arzt
- Jegorow, Dmitri Fjodorowitsch (1869–1931), russischer Mathematiker
- Jegorow, Dmitri Nikolajewitsch (1878–1931), russischer Historiker
- Jegorow, Filipp Jewgenjewitsch (* 1978), russischer Bobfahrer
- Jegorow, Georgi Michailowitsch (1918–2008), sowjetischer Flottenadmiral
- Jegorow, Grigori (* 1967), russischer Leichtathlet
- Jegorow, Jewgeni Michailowitsch (* 1999), russischer Schauspieler
- Jegorow, Maxim (* 1997), kirgisischer Eishockeyspieler
- Jegorow, Michail Alexejewitsch (1923–1975), sowjetischer Militär, Sergeant der Roten Armee
- Jegorow, Nikolai Dmitrijewitsch (1951–1997), russischer Politiker und ehemaliger Gouverneur der Region Krasnodar
- Jegorow, Nikolai Grigorjewitsch (1849–1919), russischer Physiker und Hochschullehrer
- Jegorow, Pawel Grigorjewitsch (1948–2017), russischer Pianist, Musikpädagoge und Musikforscher
- Jegorow, Wassili Michailowitsch (* 1993), russischer Boxer
- Jegorow, Wsewolod Alexandrowitsch (1930–2001), russischer Physiker, Mathematiker und Hochschullehrer
- Jegorowa, Anastassija Sergejewna (* 1994), russische Biathletin
- Jegorowa, Darja Wiktorowna (* 2007), russische Tennisspielerin
- Jegorowa, Irina Nikolajewna (* 1940), sowjetische Eisschnellläuferin
- Jegorowa, Jekaterina Wladimirowna (* 1956), sowjetische bzw. russische Psychologin, Politologin und Hochschullehrerin
- Jegorowa, Jewgenija Nikolajewna (1892–1938), lettisch-sowjetische Revolutionärin und Politikerin
- Jegorowa, Ljubow Iwanowna (* 1966), russische Skilangläuferin
- Jegorowa, Ljudmila Borissowna (1931–2009), sowjetische Turnerin
- Jegorowa, Natalja Wladimirowna (* 1966), russische Tennisspielerin
- Jegorowa, Olga Nikolajewna (* 1972), russische Mittel- und Langstreckenläuferin
- Jegorowa, Tatjana Wladimirowna (1970–2012), russische Fußballspielerin und -trainerin
- Jegorowa, Walentina Michailowna (* 1964), russische Langstreckenläuferin
- Jegorschew, Stanislaw Igorewitsch (* 1987), russischer Eishockeyspieler
- Jegorschin, Wassili Petrowitsch (1898–1985), sowjetischer Physiker und Philosoph
- Jegorytschew, Andrei Sergejewitsch (* 1993), russischer Fußballspieler
- Jegoschina, Jelena Wassiljewna (* 1972), russische Ringerin
- Jégou, Lilian (* 1976), französischer Radrennfahrer
- Jégoudez, Jean (1915–2007), französischer Maler

### Jegs
- Jegstad, Nils Aage (* 1950), norwegischer Politiker

### Jegu
- Jegunova, Olga (* 1984), lettische Pianistin
- Jegutidse, Sarina, deutsche Juristin, Rechtsanwältin und ehemalige Richterin